# Şehzade Bayezid

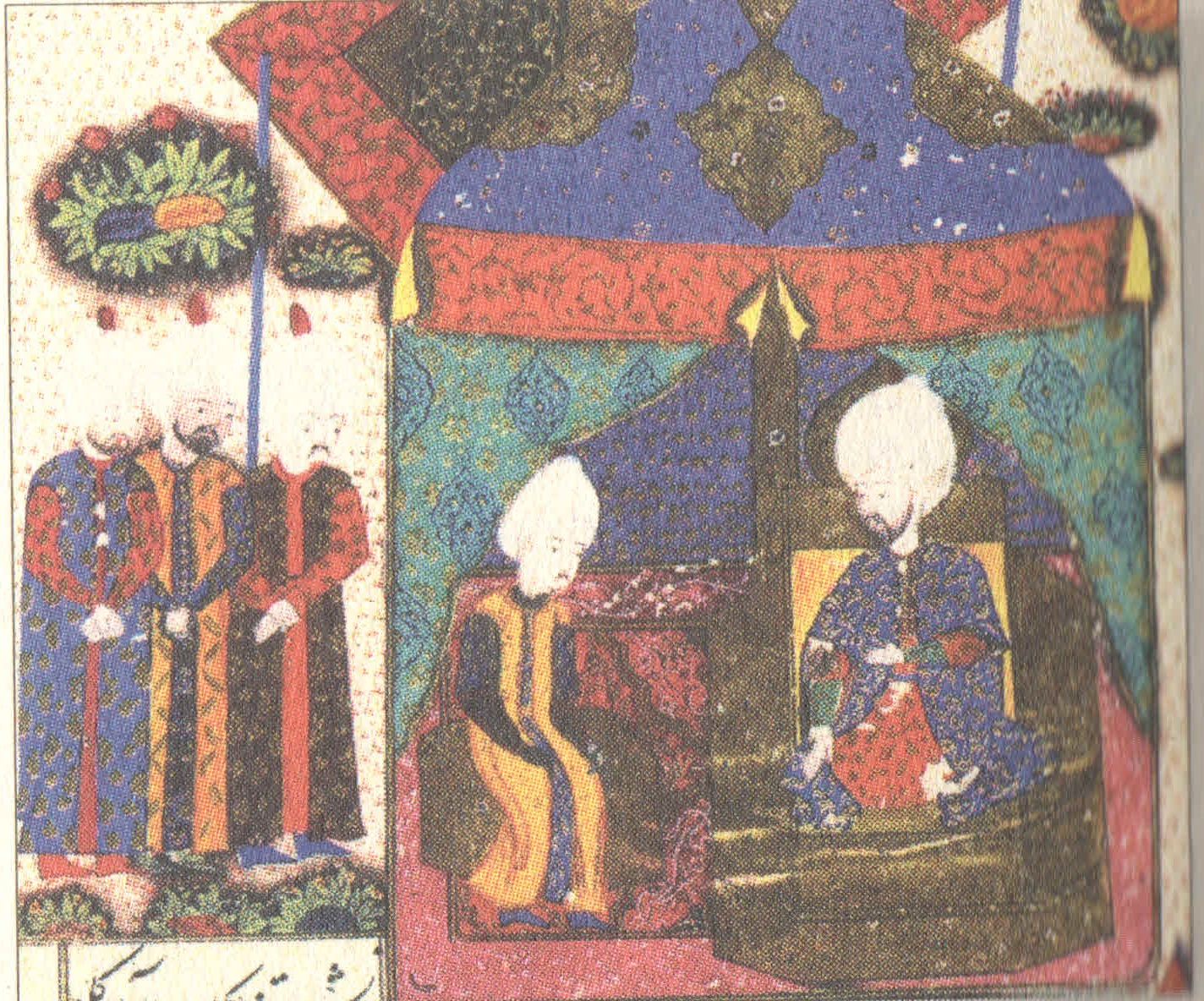
Osmanische Miniatur mit Süleyman I. und seinem Sohn Şehzade Bayezid

Şehzade Bayezid (* 1525 in Istanbul; † 25. September 1561 in Qazvin) war ein osmanischer Prinz und Sohn von Süleyman I. und dessen Hauptgemahlin Hürrem Sultan. Nach der Hinrichtung von Thronfolger Şehzade Mustafa im Jahr 1553, wurde Bayezid innerhalb der Armee zum beliebtesten Nachfolger. In den 1550er Jahren, als Süleyman bereits über 60 Jahre alt war, kam es zu einem Kampf um den Thron zwischen Bayezid und seinem Bruder Selim. Bayezid war bei seinem Vater wegen Ungehorsams in Ungnade gefallen – im Gegensatz zu Selim, der schließlich als Selim II. den Thron bestieg. Nachdem er 1559 in einer Schlacht in der Nähe von Konya von Selim und Sokollu Mehmed Pascha mit Hilfe der Armee des Sultans besiegt worden war, floh er in das benachbarte Safawidische Reich, wo er von Schah Tahmasp I. freundlich empfangen wurde. 1561 erlaubte Tahmasp jedoch nach ständigem Beharren des Sultans und nach mehreren großzügigen Zahlungen, dass Bayezid von einem Henker seines eigenen Vaters hingerichtet wurde.

## Leben
Bayezid wurde 1525 im Topkapı-Palast in Istanbul geboren. Sein Vater war Sultan Süleyman der Prächtige, seine Mutter Hürrem, die Tochter eines orthodoxen Priesters und zur Zeit der Geburt Konkubine. Bayezid hatte drei ältere Brüder, Mehmed (* 1521), Abdullah (* 1522) und Selim (* 1524) und eine Schwester Mihrimah Sultan. Außerdem besaß er einen älteren Halbbruder Mustafa (* 1515) und später einen jüngeren Bruder Cihangir (* 1531). In den Jahren 1533 oder 1534 brach der Sultan mit einer zweihundert Jahre alte Tradition und heiratete Hürrem legal.
Zu den Regeln des Hofes gehörte es, dass die Şehzades zu Provinzgouverneuren ernannt wurden, um Verwaltungserfahrung zu sammeln. Bayezid wurde der Gouverneur von Kütahya. Während des 12. Feldzugs seines Vaters nach Nachitschewan im Jahr 1553 wurde er jedoch beauftragt, in des Vaters Abwesenheit in Edirne zu regieren. Während des Feldzuges wurde Şehzade Mustafa, Süleymans ältester Sohn und beliebter Thronfolger, auf Befehl des Vaters hingerichtet. Die Nachricht von der Hinrichtung verursachte Unruhen in allen Teilen des Reiches und ein Betrüger, der behauptete, der hingerichtete Mustafa zu sein, rebellierte in Rumelien gegen Süleyman. Obwohl der Aufstand von einem Wesir unterdrückt wurde, vermutete Süleyman, dass sein Sohn Bayezid absichtlich langsam reagierte.

### Kampf um den Thron
Süleyman hatte fünf Söhne, die das Erwachsenenalter erreichten. Sein zweiter Sohn Mehmed war 1543 an Pocken gestorben. Nach der Hinrichtung von Mustafa und dem Tod von Cihangir (1553), der unter einer schlechten Gesundheit litt, blieben nur noch zwei Prinzen als potenzielle Thronfolger übrig: Bayezid und Selim. Bayezid war Gouverneur von Kütahya und Selim Gouverneur von Manisa, also zwei Städte, die etwa gleich weit entfernt von der Hauptstadt lagen.
Süleyman war bereits über 60, als die Konkurrenz zwischen den beiden Brüdern um den Thron offensichtlich wurde und sich nach dem Tod der Mutter im Jahr 1558 verstärkte. Der Sultan beschloss, ihre Dienstorte zu ändern. Bayezid wurde in die Provinz Amasya versetzt, Selim nach Konya. Beide Provinzen lagen weiter von Istanbul entfernt, aber immer noch gleich weit entfernt. Selim gehorchte schnell und zog sofort nach Konya, aber zum Entsetzen seines Vaters gehorchte Bayezid erst nach langem Zögern. Verärgert beschuldigte Süleyman Bayezid, ein Rebell zu sein, und unterstützte seinen älteren Sohn Selim gegen Bayezid. Selim besiegte 1559 in Zusammenarbeit mit Sokollu Mehmed Pascha (dem späteren Großwesir) und mit zusätzlicher Hilfe der Armee seines Vaters seinen Bruder in einem Bürgerkrieg in Konya. Ein Gesuch um Vergebung an den Vater blieb ungehört.

### Exil im Safawiden-Reich
Nach der Niederlage kehrte Bayezid nach Amasya zurück und floh mit seinen Söhnen und einer kleinen Armee in das persische Reich der Safawiden. Laut dem Journalisten und Historiker Murat Bardakçı schickte Sokullu Mehmet Pascha eine Armee zur Verfolgung von Bayezid, die aber von Bayezids Streitkräften besiegt wurde. Im Herbst 1559 erreichte er die safawidische Stadt Jerewan, wo er von deren Gouverneur mit großem Respekt empfangen wurde.
Einige Zeit später erreichte er Täbris, wo er von Schah Tahmasp I. begrüßt wurde. Obwohl Tahmasp I. Bayezid anfangs großzügig und freundlich begrüßt hatte und große Feiern zu seinen Ehren ausrichten ließ, inhaftierte er ihn später auf Ersuchen von Sultan Süleyman. Sowohl Süleyman als auch Selim sandten Diplomaten nach Persien, um den Schah zur Hinrichtung von Bayezid zu überreden. Anderthalb Jahre verkehrten die Botschafter zwischen Istanbul und Qazvin. Am 16. Juli traf die letzte osmanische Delegation ein, deren formelle Aufgabe es war, Bayezid zurück nach Istanbul zu bringen. Dazu gehörten der Gouverneur von Van, Khusrau Pascha, Sinan Pascha, Ali Aqa Çavuş Bașı und ein Gefolge von zweihundert Beamten. In dem Brief, den die Botschaftsdelegation überreichte, erklärte Süleyman seine Bereitschaft, den Vertrag von Amasya (1555) zu bestätigen und eine neue Ära der osmanisch-safawidischen Beziehungen einzuleiten. Außerdem sandte Süleyman zahlreiche Geschenke und stimmte Tahmasps Forderung zu, ihm für die Übergabe von Bayezid 400.000 Goldmünzen zu zahlen. Schließlich wurden Bayezid und seine vier Söhne am 25. September 1561 von Tahmasp an die osmanischen Emissäre übergeben und in der Umgebung der safawidischen Hauptstadt Qazvin vom osmanischen Henker Ali Aqa Çavuş Bașı auf der Garrotte hingerichtet.
Bayezid wurde im Melik-i Acem Türbe in Sivas bestattet.

## Familie
Bayezid hatte neun Kinder. Alle von ihnen hatten verschiedene Mütter, mit Ausnahme von Şehzade Osman und Manehzade Mahmud, die Vollbrüder waren. Şehzade Orhan war das älteste Kind.

### Söhne
Bayezid hatte fünf Söhne:
- Şehzade Orhan[14] (* 1543 in Kütahya; hingerichtet am 25. September 1561 in Qazvin, bestattet im Melik-i Acem Türbe, Sivas);[15]
- Şehzade Osman[14] (* 1545 in Kütahya; hingerichtet am 25. September 1561 in Qazvin, bestattet im Melik-i Acem Türbe, Sivas)[15]
- Şehzade Abdullah[14] (* 1548 in Kütahya; hingerichtet am 25. September 1561 in Qazvin, bestattet im Melik-i Acem Türbe, Sivas);
- Şehzade Mahmud[14] (* 1552 in Kütahya; hingerichtet am 25. September 1561 in Qazvin, bestattet im Melik-i Acem Türbe, Sivas);[15]
- Şehzade Mehmed[14] (* 1559 in Amasya;  hingerichtet am 3. Oktober 1561 in Bursa, bestattet im Melik-i Acem Türbe, Sivas);[15]

### Töchter
Bayezid hatte vier Töchter:
- Mihrimah Sultan,[14] verheiratet mit Damat Müzaffer Pascha
- Hadice Sultan[14]
- Ayşe Sultan,[14] verheiratet mit Damat Ali Pascha[16]
- Hanzade Sultan[14]

## Rezeption
In der Fernsehserie Das osmanische Imperium – Harem: Der Weg zur Macht spielte der türkische Schauspieler Aras Bulut İynemli den Prinzen.